# Llista de rius de l'Alt Palància
Llista de rius, rambles i barrancs a la comarca de l'Alt Palància, al País Valencià.
| Nom                 | Tipus  | Conca    | Superfície conca | Longitud | Cabal      | Naixement                            | Naixement                                              | Desembocadura                                    | Desembocadura                                          | Foto |
| Nom                 | Tipus  | Conca    | Superfície conca | Longitud | Cabal      | Lloc                                 | Coord.                                                 | Lloc                                             | Coord.                                                 | Foto |
| ------------------- | ------ | -------- | ---------------- | -------- | ---------- | ------------------------------------ | ------------------------------------------------------ | ------------------------------------------------ | ------------------------------------------------------ | ---- |
| Palància            | riu    |          | 910 km²          | 85 km    | 2,5 l/seg. | Serra del Toro (el Toro)             | 39° 56′ 17″ N, 0° 45′ 37″ O / 39.9379968°N,0.7603325°O | mar Mediterrània (Sagunt - Canet d'en Berenguer) | 39° 40′ 19″ N, 0° 12′ 14″ O / 39.6719976°N,0.2038427°O |      |
| Canales             | riu    | Palància |                  |          |            | Serra d'Andilla                      |                                                        | riu Palància (Begís)                             | 39° 54′ 13″ N, 0° 41′ 56″ O / 39.9035515°N,0.6989109°O |      |
| Gaibiel             | rambla | Palància |                  |          |            | Serra d'Espadà                       |                                                        | riu Palància (Emb. del Regajo)                   | 39° 53′ 53″ N, 0° 30′ 58″ O / 39.8981937°N,0.5161975°O |      |
| Chico               | riu    | Palància |                  |          |            | Serra d'Espadà (Algímia d'Almonesir) |                                                        | riu Palància (Sogorb)                            | 39° 51′ 11″ N, 0° 28′ 29″ O / 39.8531599°N,0.4746956°O |      |
| la Cartuja (o Seca) | rambla | Palància |                  |          |            | Serra Calderona                      |                                                        | riu Palància (Sogorb)                            | 39° 50′ 44″ N, 0° 28′ 19″ O / 39.8456599°N,0.4718848°O |      |
| Rovira              | rambla | Palància |                  |          |            | Serra Calderona                      |                                                        | riu Palància (Soneixa)                           | 39° 49′ 15″ N, 0° 25′ 52″ O / 39.8208837°N,0.4312367°O |      |
| Almedíxer           | rambla | Palància |                  |          |            | Serra d'Espadà (Almedíxer)           | 39° 53′ 07″ N, 0° 22′ 19″ O / 39.8853687°N,0.3718637°O | riu Palància (Castellnou)                        | 39° 49′ 17″ N, 0° 25′ 32″ O / 39.8214778°N,0.425653°O  |      |
| Tàier (o Assuèvar)  | rambla | Palància |                  |          |            | Serra d'Espadà                       |                                                        | riu Palància (Presa d'Algar)                     | 39° 47′ 18″ N, 0° 22′ 36″ O / 39.7884529°N,0.3766747°O |      |